# Garcinia morella
Garcinia morella es una especie de árbol de la familia Clusiaceae, que se encuentra e los bosques de la India, Sri Lanka, Tailandia, Camboya, Vietnam  y el sur de Filipinas.

## Descripción
El árbol alcanza alturas de 12 a 20 m y hasta 50 cm de diámetro. La corteza del tronco es lisa, su espesor puede ser de hasta 1 cm, de color castaño oscuro por fuera y amarillo claro en la cara interna, con un látex brillante blancuzco. Las hojas son simples, opuestas, decusadas; pecíolo de 0,6 a 1,5 cm de largo, canaliculados; lámina 6,5 a 15 cm por 3,5 a 8 cm, generalmente elípticas a obovadas, con ápice agudo a acuminado, atenuar común. La inflorescencia es dioica, sus flores masculinas se encuentran dispuestas en fascículos axilares; flores femeninas de mayor tamaño que las masculinas, son solitarias y axilares. El fruto es una baya esférica de hasta 3,5 cm de diámetro, con exocarpo delgado, liso y amarillo y pulpa comestible, contiene 2 a 3 semillas con forma de riñón, lateralmente comprimidas.

## Usos
Los frutos maduros se pueden consumir frescos, aunque son ácidos. Al igual que otros frutos como el de la Garcinia kokum, frecuente en la costa occidental de la India o el de la Garcinia pedunculata, el fruto es preservado tras cortarlo en trozos delgados que se secan al sol. También se utilizan para preparar encurtidos o se cocinan con peces usando la fruta verde como verdura, como acostumbra la población bodo. Se lo utiliza en la preparación de un "chutney", para ello se hierve la fruta. En tierra firme de Assam, las rodajas secas y en conserva se añaden a legumbres para hacer un curry muy popular ligeramente ácido.
Las rebanadas secas de fruta son valoradas como remedio tradicional para aliviar la disentería. El látex en cambio es utilizado como laxante fuerte y se lo usa además para la producción de pinturas acuarelas.

## Nombres comunes
- Asamés: Kujee Thekera (কুজী ঠেকেৰা)[4]
- Inglés: gamboge (Sri Lanka), gamboge (India)
- Tamil: iravasinni (இரேவற்சின்னி), makki
- Malayalam: iravi, chigiri
- Kannada: ardala, devana huli, jirigehuli, murina huli, ponpuli
- Singalés: gokatiya, kokatiya
- Lenguas bisayas (Filipinas): batuan